# مرکز مطالعات منطقه‌ای پاسداری از میراث فرهنگی ناملموس در آسیای غربی و مرکزی
مرکز مطالعات منطقه‌ای پاسداری از میراث فرهنگی ناملموس در آسیای غربی و مرکزی از سازمان‌های تحت نظارت یونسکو است که پس از عضویت ایران در کنوانسیون پاسداری از میراث فرهنگی ناملموس (کنوانسیون ۲۰۰۳) و به دنبال توافق میان ایران و یونسکو به منظور تأسیس مرکز مطالعات منطقه‌ای پاسداری از میراث فرهنگی ناملموس در آسیای غربی و مرکزی و تصویب مجلس شورای اسلامی در ۱۰ نوامبر ۲۰۱۲ به‌صورت رسمی افتتاح شد.
مرکز میراث ناملموس تهران در ساختمان کوشک (خیابان فردوسی، خیابان کوشک) مستقر است. این مرکز چهارمین مرکزی است که پس از کشورهای ژاپن، چین و کره جنوبی در آسیا ایجاد شده است.

## نگارخانه

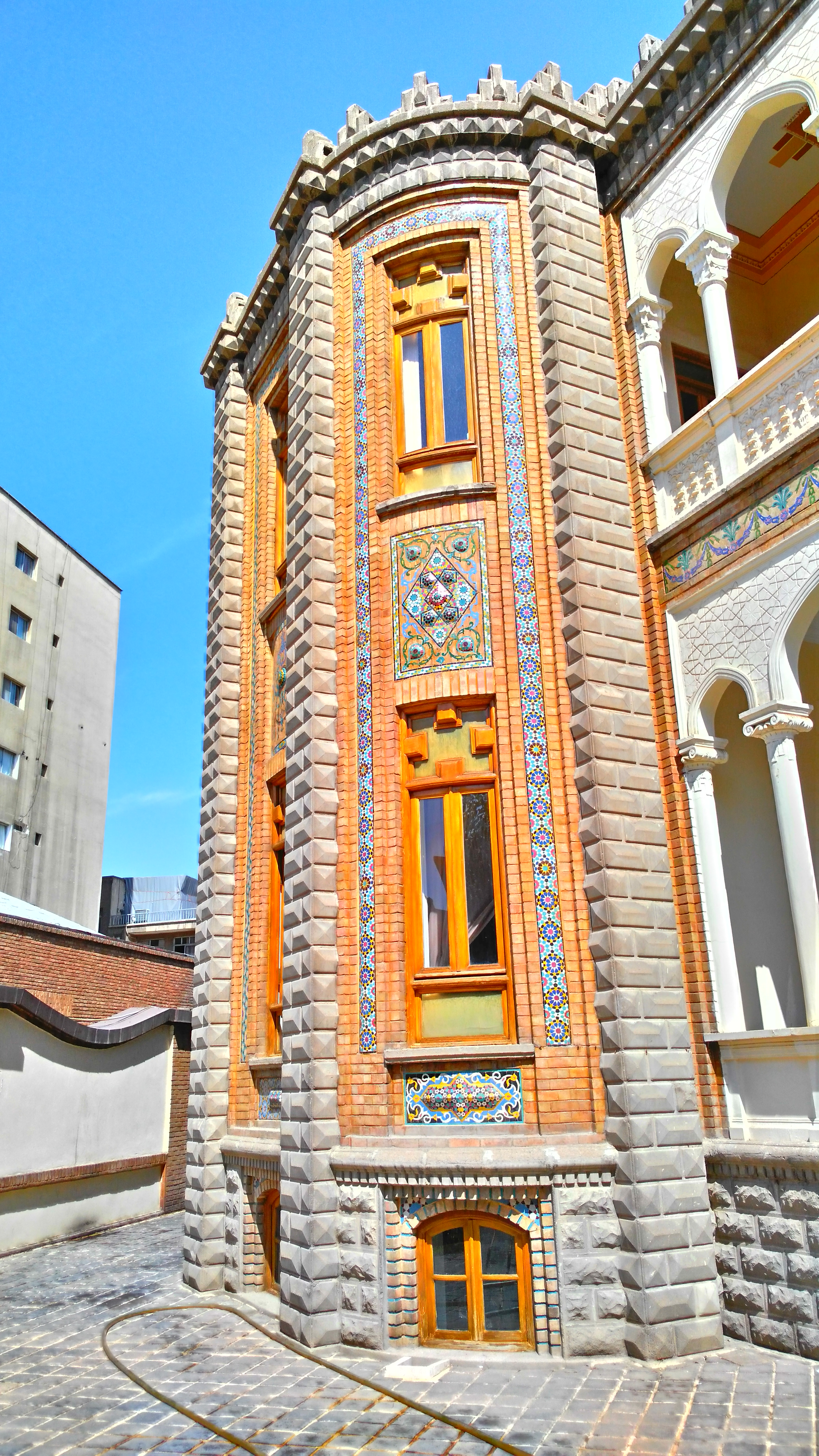
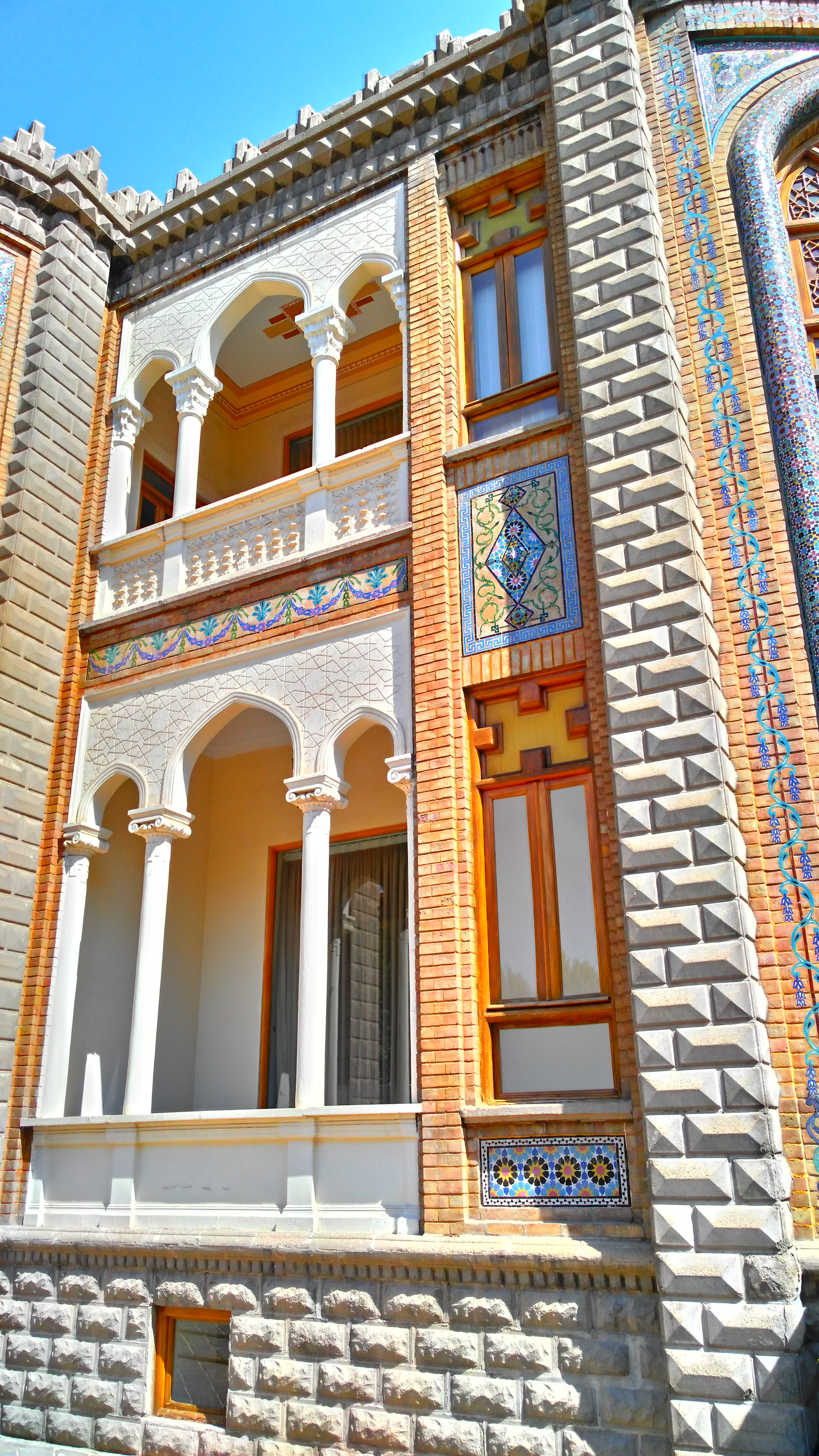
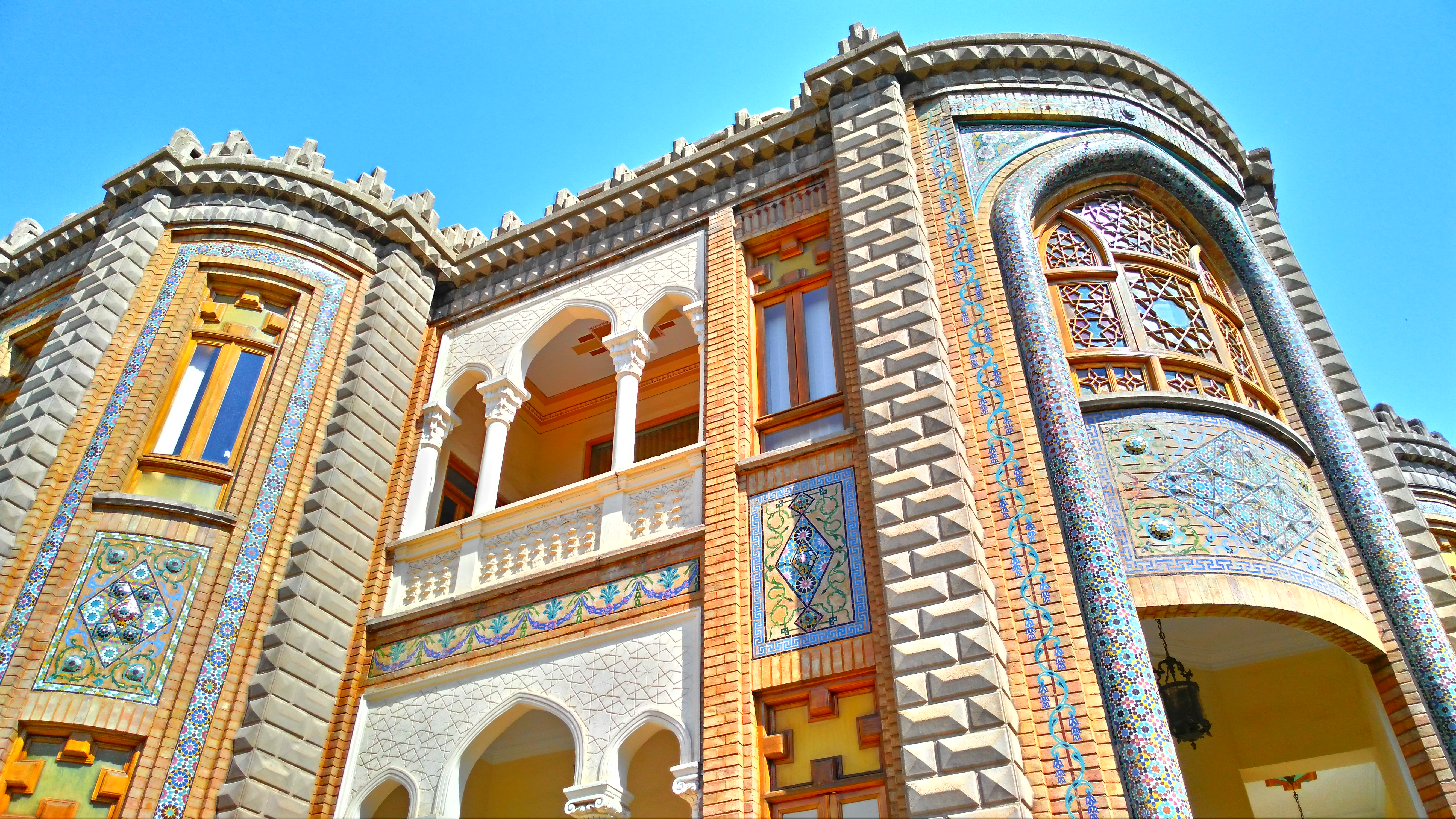
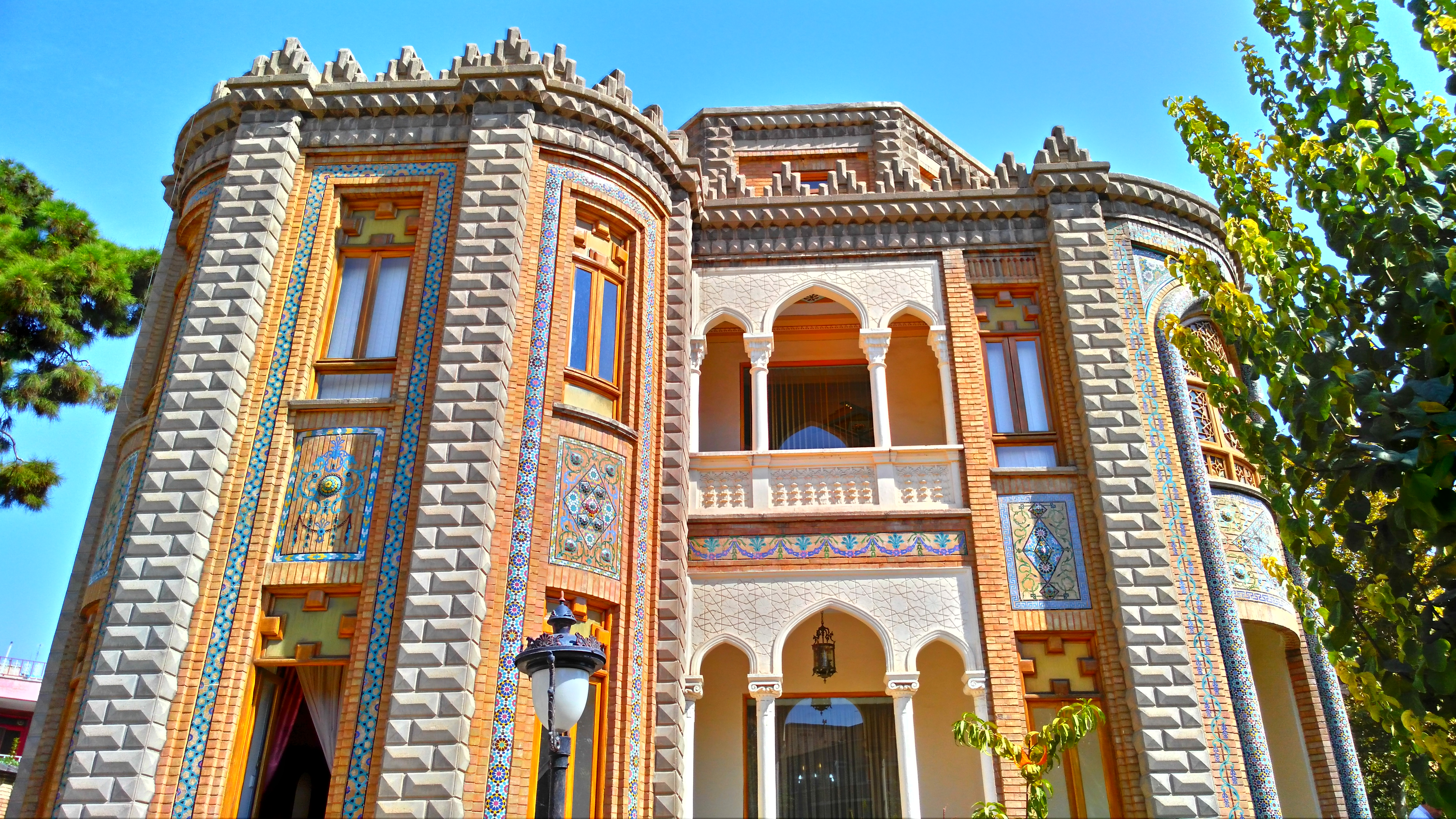
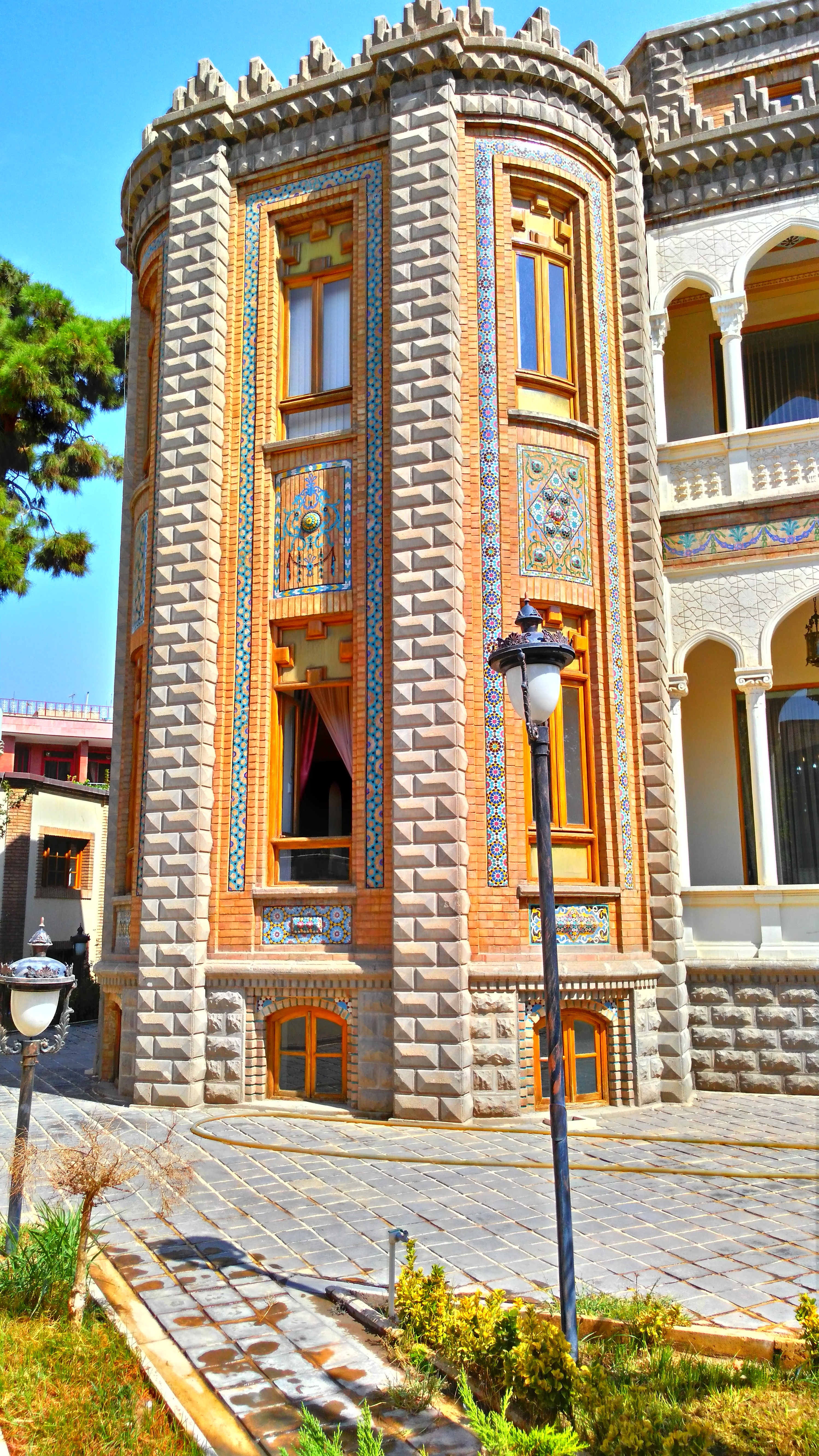
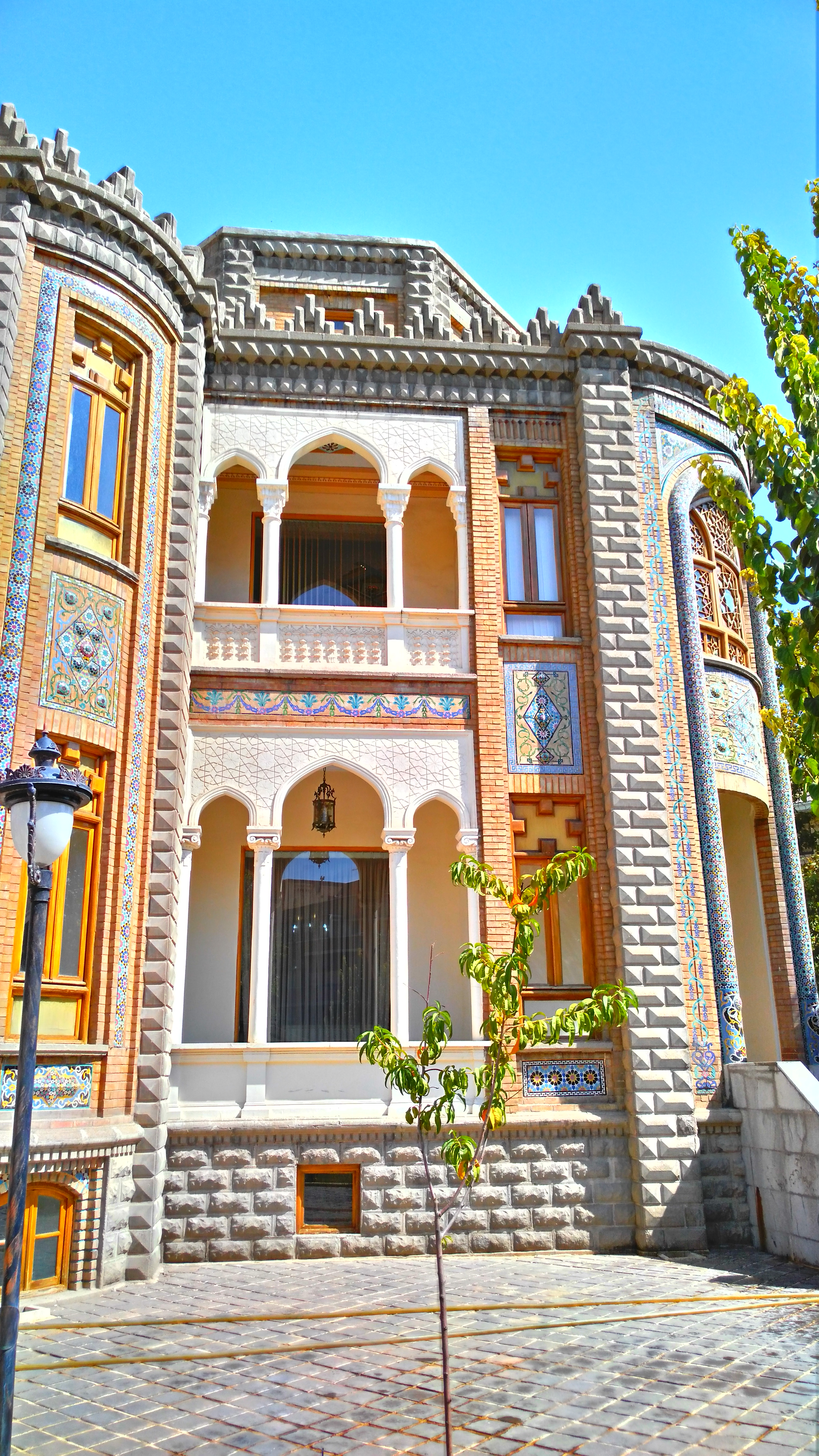